# Юсуф III ан-Насир
Юсуф III, полное имя Абу аль-Хаджжадж Юсуф ас-салис ан-Насир ибн Юсуф (араб. أبو الحجاج يوسف الثالث الناصر بن يوسف الثاني‎; 1376[…], Гранадский эмират — 9 ноября 1417, Гарната) — эмир Гранады с 1408 по 1417 год из династии Насридов.

## Биография
После восхождения на престол эмира Гранады Мухаммада VII в 1392 году его брат Юсуф, как неугодный возможный претендент, был заключён в тюрьму крепости Салобрения. После смерти Мухаммада в 1408 году Юсуф III становится эмиром Гранады. Главной задачей его стало заключение перемирия в войне с Кастилией, чего он в 1408 году и добился. Однако уже в 1410 году против Гранадского эмирата был создан союз христианских королевств Испании. Использовав артиллерию, союзные войска сумели захватить Антекеру, одну из важнейших крепостей эмирата, прикрывавшую дорогу на его столицу. После падения Антекеры участились походы кастильских войск на территорию Гранады, что приводило к разрушениям и нарушению хозяйственной жизни мусульманского государства, значительно ослабившие Гранадский эмират в последующие десятилетия.
Юсуф III считался не только искусным политиком, но и выдающимся поэтом. В годы его правления была расширена Альгамбра в своей северной части. Наследовал Юсуфу его сын Мухаммад VIII.